# ANNO 2005
ANNO 2005 byl XI. ročník ankety diváků televize Nova ANNO. Ceremoniál se uskutečnil v sobotu 13. ledna 2006. V anketě byli zvolení nejlepší muž, žena a pořad Novy.

## Moderátor a hosté
Moderování měl na starost Tomáš Krejčíř. Během večera vystoupili zpěváci Petr Muk, Helena Zeťová, Bohuš Matuš, Magda Malá, Martina Balogová, Miroslav Žbirka, Petr Bende, Lenka Filipová, Vlasta Horváth a Lucie Bílá. Předávání cen se zúčastnili také herci z tehdy běžících, připravovaných i minulých seriálů TV Nova.
Všichni ocenění převzali sošku vytvořenou sochařem Stefanem Milkovem.

## Výsledky ankety

### Muž roku
| Místo | Jméno          | Pořad                |
| ----- | -------------- | -------------------- |
| 1.    | Pavel Zuna     | Televizní noviny     |
| 2.    | Dalibor Gondík | Rady ptáka Loskutáka |
| 3.    | Rey Koranteng  | Televizní noviny     |

### Žena roku
| Místo | Jméno            | Pořad                |
| ----- | ---------------- | -------------------- |
| 1.    | Lucie Borhyová   | Televizní noviny     |
| 2.    | Adéla Gondíková  | Rady ptáka Loskutáka |
| 3.    | Pavla Charvátová | Televizní noviny     |

### Pořad roku
| Místo | Název                     |
| ----- | ------------------------- |
| 1.    | Ordinace v růžové zahradě |
| 2.    | Televizní noviny          |
| 3.    | Ulice                     |